# Козырева, Любовь Владимировна
Про советскую лыжницу, олимпийскую чемпионку 1956 года Любовь Козыреву в статье Баранова, Любовь Владимировна

Любо́вь Влади́мировна Ко́зырева (до 1979 — Тимофе́ева) (род. 12 декабря 1956, Краснозаводск, Московская область) — советская волейболистка, игрок сборной СССР (1978—1984), олимпийская чемпионка 1980, чемпионка Европы 1979, двукратная чемпионка СССР. Нападающая. Заслуженный мастер спорта СССР (1986).

## Биография
Выступала за команды:
- до 1978 — «Спартак» (Омск);
- 1978—1979 — ЦСКА (Москва);
- 1979—1980 — «Уралочка» (Свердловск);
- 1982—1985 — «Динамо» (Москва).

Двукратная чемпионка СССР 1980 и 1983, серебряный призёр чемпионата СССР 1979, победитель розыгрыша Кубка СССР 1982. Серебряный призёр Спартакиады народов СССР 1983 в составе сборной Москвы.
В сборной СССР в официальных соревнованиях выступала в 1978—1980, а также в 1984 году. В её составе: олимпийская чемпионка 1980, бронзовый призёр чемпионата мира 1978, чемпионка Европы 1979, серебряный призёр волейбольного турнира «Дружба-84» (1984 год).